# Championnats du monde de cross-country 1989
Navigation
Édition précédente Édition suivante
Les 17e Championnats du monde de cross-country IAAF se sont déroulés le 19 mars 1989 à Stavanger en Norvège.

## Résultats

### Cross long homme

#### Individuel
| Médaille | Athlète               | Temps       |
| Or       | John Ngugi (KEN)      | 39 min 42 s |
| Argent   | Tim Hutchings (GBR)   | 40 min 10 s |
| Bronze   | Wilfred Kirochi (KEN) | 40 min 21 s |

#### Équipe
| Médaille | Athlètes | Points  |
| Or       | Kenya John Ngugi (1e) Wilfred Kirochi (3e) Andrew Masai (7e) Kipkemboi Kimeli (8e) Moses Tanui (9e) Joseph Kiptum (16e)                 | 44 pts  |
| Argent   | Grande-Bretagne Tim Hutchings (2e) Gary Staines (14e) Dave Clarke (15e) Craig Mochrie (22e) Dave Lewis (45e) Richard Nerurkar (49e)     | 147 pts |
| Bronze   | Éthiopie Tesfaye Tafa (5e) Bekele Debele (13e) Wolde Silasse Melkessa (27e) Melese Feissa (33e) Debebe Demisse (37e) Haji Bulbula (47e) | 162 pts |

### Course juniors hommes

#### Individuel
| Médaille | Athlète                 | Temps       |
| Or       | Addis Abebe (ETH)       | 25 min 07 s |
| Argent   | Kipyego Kororia (KEN)   | 25 min 31 s |
| Bronze   | Stephenson Nyamau (KEN) | 25 min 33 s |

#### Équipe
| Médaille | Athlètes | Points |
| Or       | Kenya    | 14 pts |
| Argent   | Éthiopie | 22 pts |
| Bronze   | Italie   | 76 pts |

### Cross long femmes

#### Individuel
| Médaille | Athlète                  | Temps       |
| Or       | Annette Sergent (FRA)    | 22 min 27 s |
| Argent   | Nadezhda Stepanova (URS) | 22 min 34 s |
| Bronze   | Lynn Williams (CAN)      | 22 min 41 s |

#### Équipe
| Médaille | Athlètes                                                                                              | Points |
| Or       | URSS Nadezhda Stepanova (2e) Yelena Romanova (9e) Natalya Sorokivskaya (20e) Regina Chistyakova (27e) | 58 pts |
| Argent   | France Annette Sergent (1e) Maria Lelut (10e) Martine Fays (17e) Marie-Pierre Duros (32e)             | 60 pts |
| Bronze   | États-Unis Lynn Jennings (6e) Margaret Groos (16e) Carla Borovicka (21e) Annette Hand (25e)           | 68 pts |

### Cross Junior Femmes

#### Individuel
| Médaille | Athlète              | Temps       |
| Or       | Malin Ewerlöf (SWE)  | 15 min 23 s |
| Argent   | Olga Nazarkina (URS) | 15 min 30 s |
| Bronze   | Esther Saina (KEN)   | 15 min 41 s |

#### Équipes
| Médaille | Athlètes | Points |
| Or       | Kenya    | 40 pts |
| Argent   | URSS     | 68 pts |
| Bronze   | Portugal | 84 pts |